# Vuelta a España 1993
48. ročník cyklistického závodu Vuelta a España se konal mezi 26. dubnem a 15. květnem 1993. Závod dlouhý 3605 km vyhrál obhájce vítězství Tony Rominger z týmu CLAS–Cajastur. Na druhém a třetím místě se umístili Alex Zülle (ONCE) a Laudelino Cubino (Amaya Seguros).
Vítězem bodovací i vrchařské soutěže se stal celkový vítěz Tony Rominger, jenž se stal teprve druhým jezdcem po Eddymu Merckxovi, jemuž se tento počin povedl. Vítězem kombinované soutěže se stal Jesús Montoya, vítězem sprinterské soutěže se stal Henrik Redant. Tým Amaya Seguros vyhrál soutěž týmů.

## Týmy
Na Vueltu a España 1993 bylo pozváno celkem 17 týmů. Každý tým přijel s 10 jezdci kromě týmů Collstrop, jenž přijel s 9 jezdci. Na start se celkem postavilo 169 jezdců. Do cíle v Santiagu de Compostela dojelo 114 jezdců.
Týmy, které se zúčastnily závodu, byly:
- Amaya Seguros
- Banesto
- CLAS–Cajastur
- Festina–Lotus
- Lampre–Polti
- Mercatone Uno–Zucchini–Medeghini
- Artiach–Filipinos–Chuquilin
- Deportpublic
- Kelme–Xacobeo
- ONCE
- Collstrop–Assur Carpets
- Eldor–Viner
- Gaseosas Glacial
- Navigare–Blue Storm
- Sicasal–Acral
- TVM–Bison Kit
- Varta–Elk–Basso–No

## Trasa a etapy
| Etapa | Datum         | Trasa                                                | Vzdálenost          | Typ                 | Typ                  | Vítěz                               |                     |
| ----- | ------------- | ---------------------------------------------------- | ------------------- | ------------------- | -------------------- | ----------------------------------- | ------------------- |
| 1     | 26. dubna     | A Coruña – A Coruña                                  | 10 km (6 mi)        |                     | Individuální časovka | Alex Zülle (SUI)                    |                     |
| 2     | 27. dubna     | A Coruña – Vigo                                      | 251,1 km (156 mi)   |                     |                      | Alfonso Gutiérrez (ESP)             |                     |
| 3     | 28. dubna     | Vigo – Ourense                                       | 171,4 km (107 mi)   |                     |                      | Laurent Jalabert (FRA)              |                     |
| 4     | 29. dubna     | A Gudiña – Salamanca                                 | 233,4 km (145 mi)   |                     |                      | Jean-Paul van Poppel (NED)          |                     |
| 5     | 30. dubna     | Salamanca – Ávila                                    | 219,8 km (137 mi)   |                     |                      | Marino Alonso (ESP)                 |                     |
| 6     | 1. května     | Palazuelos de Eresma (Destilerías DYC) – Navacerrada | 24,1 km (15 mi)     |                     | Individuální časovka | Alex Zülle (SUI)                    |                     |
| 7     | 2. května     | Palazuelos de Eresma (Destilerías DYC) – Madrid      | 184 km (114 mi)     |                     |                      | Laurent Jalabert (FRA)              |                     |
| 8     | 3. května     | Aranjuez – Albacete                                  | 225,1 km (140 mi)   |                     |                      | Jean-Paul van Poppel (NED)          |                     |
| 9     | 4. května     | Albacete – Valencia                                  | 224 km (139 mi)     |                     |                      | Džamolidin Abdužaparov (UZB)        |                     |
| 10    | 5. května     | Valencia – La Sénia                                  | 206 km (128 mi)     |                     |                      | Juan Carlos González Salvador (ESP) |                     |
| 11    | 6. května     | Lleida – Cerler                                      | 221 km (137 mi)     |                     |                      | Tony Rominger (SUI)                 |                     |
| 12    | 7. května     | Benasque – Zaragoza                                  | 220,7 km (137 mi)   |                     |                      | Džamolidin Abdužaparov (UZB)        |                     |
| 13    | 8. května     | Zaragoza – Zaragoza                                  | 37,1 km (23 mi)     |                     | Individuální časovka | Melcior Mauri (ESP)                 |                     |
| 14    | 9. května     | Tudela – Alto de la Cruz de la Demanda (Ezcaray)     | 197,2 km (123 mi)   |                     |                      | Tony Rominger (SUI)                 |                     |
| 15    | 10. května    | Santo Domingo de la Calzada – Santander              | 226,2 km (141 mi)   |                     |                      | Dag Otto Lauritzen (NOR)            |                     |
| 16    | 11. května    | Santander – Alto Campoo                              | 160 km (99 mi)      |                     |                      | Jesús Montoya (ESP)                 |                     |
| 17    | 12. května    | Santander – Lagos do Covadonga                       | 179,5 km (112 mi)   |                     |                      | Oliverio Rincón (COL)               |                     |
| 18    | 13. května    | Cangas de Onís – Gijón                               | 170 km (106 mi)     |                     |                      | Serguei Outschakov (UKR)            |                     |
| 19    | 14. května    | Gijón – Alto del Naranco                             | 153 km (95 mi)      |                     |                      | Tony Rominger (SUI)                 |                     |
| 20    | 15. května    | Salas – Ferrol                                       | 247 km (153 mi)     |                     |                      | Džamolidin Abdužaparov (UZB)        |                     |
| 21    | 16. května    | Padrón – Santiago de Compostela                      | 44,6 km (28 mi)     |                     | Individuální časovka | Alex Zülle (SUI)                    |                     |
|       | Celková délka | Celková délka                                        | 3 605 km (2 240 mi) | 3 605 km (2 240 mi) | 3 605 km (2 240 mi)  | 3 605 km (2 240 mi)                 | 3 605 km (2 240 mi) |

## Favorité před závodem
Obhájce vítězství Tony Rominger startoval jako největší favorit na celkové vítězství. Mezi dalšími favority byli jeho soupeři z minulého ročníku Jesús Montoya (se silnou podporou týmu Amaya Seguros) a Pedro Delgado. Týmoví kolegové z týmu ONCE Erik Breukink, Laurent Jalabert nebo Johan Bruyneel byli též kandidáty na vítězství. Další favorité byli například Marco Giovannetti nebo Robert Millar, ačkoliv neměli tak silnou podporu svých týmů.

## Průběžné pořadí
| Etapa          | Vítěz                         | Celkové pořadí · | Bodovací soutěž · | Vrchařská soutěž ·  | Kombinovaná soutěž | Sprinterská soutěž · | Soutěž týmů   |
| -------------- | ----------------------------- | ---------------- | ----------------- | ------------------- | ------------------ | -------------------- | ------------- |
| 1              | Alex Zülle                    | Alex Zülle       | Alex Zülle        | neuděleno           | neuděleno          | neuděleno            | ONCE          |
| 2              | Alfonso Gutiérrez             | Alex Zülle       | Alex Zülle        | Marco Lietti        | Alex Zülle         | Francisco Espinosa   | ONCE          |
| 3              | Laurent Jalabert              | Alex Zülle       | Laurent Jalabert  | Antonio Miguel Díaz | Laurent Jalabert   | Francisco Espinosa   | ONCE          |
| 4              | Jean–Paul Van Poppel          | Alex Zülle       | Laurent Jalabert  | Antonio Miguel Díaz | Laurent Jalabert   | Francisco Espinosa   | ONCE          |
| 5              | Marino Alonso                 | Alex Zülle       | Laurent Jalabert  | Antonio Miguel Díaz | Marino Alonso      | Francisco Espinosa   | ONCE          |
| 6              | Alex Zülle                    | Alex Zülle       | Tony Rominger     | Antonio Miguel Díaz | Tony Rominger      | Francisco Espinosa   | Amaya Seguros |
| 7              | Laurent Jalabert              | Alex Zülle       | Laurent Jalabert  | Antonio Miguel Díaz | Tony Rominger      | Francisco Espinosa   | Amaya Seguros |
| 8              | Jean–Paul Van Poppel          | Alex Zülle       | Laurent Jalabert  | Antonio Miguel Díaz | Tony Rominger      | Fabiano Fontanelli   | Amaya Seguros |
| 9              | Džamolidin Abdužaparov        | Alex Zülle       | Laurent Jalabert  | Antonio Miguel Díaz | Hendrik Redant     | Fabiano Fontanelli   | Amaya Seguros |
| 10             | Juan Carlos Gonzáles Salvador | Alex Zülle       | Laurent Jalabert  | Antonio Miguel Díaz | Hendrik Redant     | Francisco Espinosa   | Amaya Seguros |
| 11             | Tony Rominger                 | Alex Zülle       | Laurent Jalabert  | Tony Rominger       | Roberto Pelliconi  | Francisco Espinosa   | Amaya Seguros |
| 12             | Džamolidin Abdužaparov        | Alex Zülle       | Laurent Jalabert  | Tony Rominger       | Roberto Pelliconi  | Francisco Espinosa   | Amaya Seguros |
| 13             | Melcior Mauri                 | Alex Zülle       | Laurent Jalabert  | Tony Rominger       | Roberto Pelliconi  | Francisco Espinosa   | Amaya Seguros |
| 14             | Tony Rominger                 | Tony Rominger    | Tony Rominger     | Tony Rominger       | Roberto Pelliconi  | Francisco Espinosa   | Amaya Seguros |
| 15             | Dag Otto Lauritzen            | Tony Rominger    | Tony Rominger     | Tony Rominger       | Dag Otto Lauritzen | Francisco Espinosa   | Amaya Seguros |
| 16             | Jesús Montoya                 | Tony Rominger    | Tony Rominger     | Tony Rominger       | Jesús Montoya      | Francisco Espinosa   | Amaya Seguros |
| 17             | Oliverio Rincón               | Tony Rominger    | Tony Rominger     | Tony Rominger       | Jesús Montoya      | Francisco Espinosa   | Amaya Seguros |
| 18             | Sergej Outšakov               | Tony Rominger    | Tony Rominger     | Tony Rominger       | Jesús Montoya      | Francisco Espinosa   | Amaya Seguros |
| 19             | Tony Rominger                 | Tony Rominger    | Tony Rominger     | Tony Rominger       | Jesús Montoya      | Hendrik Redant       | Amaya Seguros |
| 20             | Džamolidin Abdužaparov        | Tony Rominger    | Tony Rominger     | Tony Rominger       | Jesús Montoya      | Hendrik Redant       | Amaya Seguros |
| 21             | Alex Zülle                    | Tony Rominger    | Tony Rominger     | Tony Rominger       | Jesús Montoya      | Hendrik Redant       | Amaya Seguros |
| Konečné pořadí | Konečné pořadí                | Tony Rominger    | Tony Rominger     | Tony Rominger       | Jesús Montoya      | Hendrik Redant       | Amaya Seguros |

## Konečné pořadí

### Celkové pořadí
| Pořadí | Jezdec            | Tým           | Čas         |
| ------ | ----------------- | ------------- | ----------- |
| 1      | Tony Rominger     | CLAS–Cajastur | 96h 07’ 03” |
| 2      | Alex Zülle        | ONCE          | + 29”       |
| 3      | Laudelino Cubino  | Amaya Seguros | + 8’ 54”    |
| 4      | Oliverio Rincón   | Amaya Seguros | + 9’ 25”    |
| 5      | Jesús Montoya     | Amaya Seguros | + 10’ 27”   |
| 6      | Pedro Delgado     | Banesto       | + 11’ 17”   |
| 7      | Erik Breukink     | ONCE          | + 17’ 18”   |
| 8      | Melcior Mauri     | Amaya Seguros | + 19’ 53”   |
| 9      | Johan Bruyneel    | ONCE          | + 20’ 01”   |
| 10     | Fernando Escartín | CLAS–Cajastur | + 23’ 27”   |

### Bodovací soutěž
| Pořadí | Jezdec                 | Tým                              | Body |
| ------ | ---------------------- | -------------------------------- | ---- |
| 1      | Tony Rominger          | CLAS–Cajastur                    | 247  |
| 2      | Alex Zülle             | ONCE                             | 188  |
| 3      | Laurent Jalabert       | ONCE                             | 170  |
| 4      | Džamolidin Abdužaparov | Lampre–Polti                     | 140  |
| 5      | Jesús Montoya          | Amaya Seguros                    | 118  |
| 6      | Laudelino Cubino       | Amaya Seguros                    | 112  |
| 7      | Oliverio Rincón        | Amaya Seguros                    | 111  |
| 8      | Alfonso Gutiérrez      | Artiach–Filipinos–Chiquilin      | 110  |
| 9      | Jean-Paul Van Poppel   | Festina–Lotus                    | 102  |
| 10     | Adriano Baffi          | Mercatone Uno–Zucchini–Medeghini | 101  |

### Vrchařská soutěž
| Pořadí | Jezdec              | Tým           | Body |
| ------ | ------------------- | ------------- | ---- |
| 1      | Tony Rominger       | CLAS–Cajastur | 214  |
| 2      | Alex Zülle          | ONCE          | 132  |
| 3      | Antonio Miguel Díaz | Kelme–Xacobeo | 119  |
| 4      | Oliverio Rincón     | Amaya Seguros | 105  |
| 5      | Laudelino Cubino    | Amaya Seguros | 105  |

### Sprinterská soutěž
| Pořadí | Jezdec                 | Tým                     | Body |
| ------ | ---------------------- | ----------------------- | ---- |
| 1      | Hendrik Redant         | Collstrop–Assur Carpets | 26   |
| 2      | José Antonio Espinosa  | Deportpublic            | 21   |
| 3      | Guido Bontempi         | Eldor–Viner             | 10   |
| 4      | Roberto Pelliconi      | Mercatone Uno           | 9    |
| 5      | Alberto Leanizbarrutia | ONCE                    | 7    |

### Kombinovaná soutěž
| Pořadí | Jezdec             | Tým           | Body |
| ------ | ------------------ | ------------- | ---- |
| 1      | Jesús Montoya      | Amaya Seguros | 68   |
| 2      | Dag Otto Lauritzen | TVM–Bison Kit | 102  |
| 3      | Roberto Pelliconi  | Mercatone Uno | 104  |
| 4      | José Ramón Uriarte | Banesto       | 120  |
| 5      | Ángel Edo          | Kelme–Xacobeo | 125  |

### Soutěž týmů
| Pořadí | Tým                              | Čas          |
| ------ | -------------------------------- | ------------ |
| 1      | Amaya Seguros                    | 288h 36’ 41” |
| 2      | ONCE                             | + 21’ 46”    |
| 3      | CLAS–Cajastur                    | + 29’ 40”    |
| 4      | Banesto                          | + 47’ 39”    |
| 5      | Kelme–Xacobeo                    | + 1h 40’ 57” |
| 6      | TVM–Bison Kit                    | + 1h 41’ 25” |
| 7      | Festina–Lotus                    | + 2h 09’ 17” |
| 8      | Deportpublic                     | + 2h 11’ 54” |
| 9      | Eldor–Viner                      | + 2h 24’ 51” |
| 10     | Mercatone Uno–Zucchini–Medeghini | + 2h 53’ 49” |

## Češi v závodu
Závodu se zúčastnili 2 čeští závodníci; Luboš Lom za tým Navigare–Blue Storm a Jozef Regec z týmu Varta–Elk–Basso–No. Oba závodníci nedokončili.